# بمب‌گذاری‌های ۲۰۱۹ سری‌لانکا
در ۲۱ آوریل ۲۰۱۹، در روز عید پاک، چندین انفجار در سه کلیسا، چهار هتل و یک مجتمع مسکونی در چندین شهر سری‌لانکا به وقوع پیوست. در این بمب‌گذاری‌ها، دست‌کم ۳۵۹ نفر کشته و ۵۰۰ نفر زخمی شدند. این بمب‌گذاری در هنگام آیین عشای ربانی عید پاک در نگومبو، باتیکالوا و کلمبو رخ داد و با انفجار سه هتل در کلمبو همراه بود. ده روز پیش از این بمب‌گذاری‌ها، یک مقام ارشد پلیس سری‌لانکا نسبت به تهدید یک گروه افراطی اسلام‌گرا موسوم به جماعت ملی توحید (به انگلیسی: National Thowheeth Jama’ath) هشدار داده بود.
دولت سریلانکا پس از وقوع این حمله‌ها، وضعیت اضطراری و مقررات منع آمدوشد اعلام و همچنین اقدام به بستن برخی شبکه‌های اجتماعی کرد. این نخستین بار از سال ۲۰۰۹ و پایان جنگ داخلی سری‌لانکا است که کشور یک حادثه تروریستی جدی را تجربه می‌کند.

## حملات
مسیحیان در سری‌لانکا مراسم عید پاک را جشن گرفته بودند . زمانی که بمب‌گذاری‌ها به وقوع پیوست و کلیساها و هتل‌ها مورد هدف قرار گرفت. گمان می‌رود حداقل دو مورد از بمب‌گذاری‌ها توسط بمب‌گذار انتحاری صورت گرفته باشد. رسانه‌های خبری سری‌لانکا گزارش می‌دهند که دست‌کم ۳۲۰ تن کشته‌اند از میان آنها ۳۶ تن از اتباع کشورهای خارجی از جمله شهروندان ایالات متحده آمریکا، بریتانیا، چین، هلند و پرتغال می‌باشند.
در این بمب‌گذاری‌ها دست‌کم ۳۵ نفر از کشورهای دیگر شامل آمریکا، انگلستان، چین، آلمان و پرتغال کشته شدند.

### کلمبو
کلیسای کاتولیک سنت آنتونی در کوته نای، کلمبو، بزرگترین شهر سری‌لانکا، اولین مکانی بود که مورد حمله قرار گرفت. همچنین ۳ هتل ۵ ستاره در این شهر مورد حمله قرار گرفتند. در این شهر دست‌کم ۴۰ نفر کشته شدند.

### باتیکالوا
کلیسای زیون در باتیکالوا بمب‌گذاری‌شده‌است. رسانه‌های سری‌لانکا گزارش نموده‌است که حداقل ۲۷ تن در باتیکالوا کشته شده‌اند. به گزارش افسر پلیس نه تن از کشته‌شدگان گردشگر بوده‌اند. یک کارمند بیمارستانی در باتیکالوا اعلام نموده‌است که به دنبال انفجار بیش از ۳۰۰ تن در بیمارستان پذیرفته شده‌اند.

### دهیوالا
یک تالار پذیرایی هتل تروپیکال اینن نیز بمب‌گذاری‌شده‌است. گزارش شده که دو تن کشته شده‌اند.

## قربانیان
| Nationality         | Number |
| ------------------- | ------ |
| سری‌لانکا            | ۲۷۲    |
| هند                 | ۱۰     |
| بریتانیا            | 8      |
| ایالات متحده آمریکا | 4      |
| دانمارک             | ۳      |
| هلند                | ۳      |
| استرالیا            | ۲      |
| عربستان سعودی       | ۲      |
| اسپانیا             | ۲      |
| سوئیس               | 2      |
| ترکیه               | ۲      |
| بنگلادش             | ۱      |
| چین                 | ۱      |
| فرانسه              | ۱      |
| ژاپن                | ۱      |
| پرتغال              | ۱      |
| Unknown             | ۸      |
| Total               | 321    |

مرگ دست‌کم ۳۲۰ تن تأیید شده‌است و ۵۰۰ تن دیگر نیز مجروح شده‌اند که حال برخی از آنها وخیم می‌باشد. در میان کشته‌شدگان پنج گردشگر بریتانیایی (دو تن از آنها شهروند ایالات متحد نیز می‌باشند)، دو مهندس ترک، یک گردشگر چینی و یک شهروند پرنغال و یک شهروند هلند می‌باشند.
دکتر آنیل جاسینگ رئیس بیمارستان ملی اعلام نموده‌است که یازده تن از کشورهای لهستان، دانمارک، چین، ژاپن، پاکستان، ایالات متحده آمریکا، هند، مراکش و بنگلادش در میان در کشته‌شدگان هستند.

## عاملان
پلیس محلی هفت تن را در ارتباط با حملات حومه دماتگودا دستگیر کرده‌است. دولت اعلام کرد گمان می‌رود گروه‌های «جماعت ملی توحید» و «جی.ام. آی» مسئول این حمله‌ها باشند.
داعش بدون ارائه هیچ مدرکی روز سه‌شنبه ۲۳ آوریل ۲۰۱۹ مسئولیت این بمبگذاریها را پذیرفت.

## انگیزه
یک مقام رسمی دولت سریلانکا گفت این بمب‌گذاری‌ها به تلافی تیراندازی مسجدهای کرایست‌چرچ بود که ماه گذشته (۱۵ مارس ۲۰۱۹) علیه مسلمانان در شهر کرایستچرچ در نیوزیلند انجام شد. در آن حملات چهار نفر استرالیایی با حمله به دو مسجد در شهر کرایستچرچ، ۵۰ مسلمان را با تیراندازی مستقیم از پای درآوردند.

## واکنش‌ها

### بین‌المللی
محمد جواد ظریف وزیر امور خارجه جمهوری اسلامی ایران در واکنش به حادثه بمب‌گذاری در سریلانکا در صفحه توییتر خود نوشت:
از حمله تروریستی علیه عبادت‌کنندگان در روز عید پاک در سریلانکا بسیار اندوهگین شدم. به مردم و دولت دوست سریلانکا تسلیت می‌گوییم و با قربانیان و خانواده‌های آن‌ها ابراز همدردی کرده و دعاگوی آن‌ها هستیم. تروریسم یک تهدید جهانی بدون دین است و باید به صورت جهانی محکوم شده و با آن مقابله شود.

## یادداشت
1. ↑  Including two UK-US Dual citizens
2. ↑  Including two UK-US Dual citizens
3. ↑  One of whom also held citizenship of another country; the Sri Lankan-national members of a Swiss-Sri Lankan family who were killed are not included.
4. ↑  Multiple citizenships above only counted once